# Salah Bakour
Salah Bakour (Rouen, 15 april 1982) is een Algerijns-Franse voormalig voetbalspeler die als middenvelder speelde.
Bakour begon zijn carrière bij SM Caen. Hij speelde er van 1999 tot 2005. Daarna speelde hij twee seizoenen bij FC Istres. In augustus 2007 verliet hij het Franse voetbal en tekende een contract bij het Belgische KV Kortrijk.